# 津久見駅

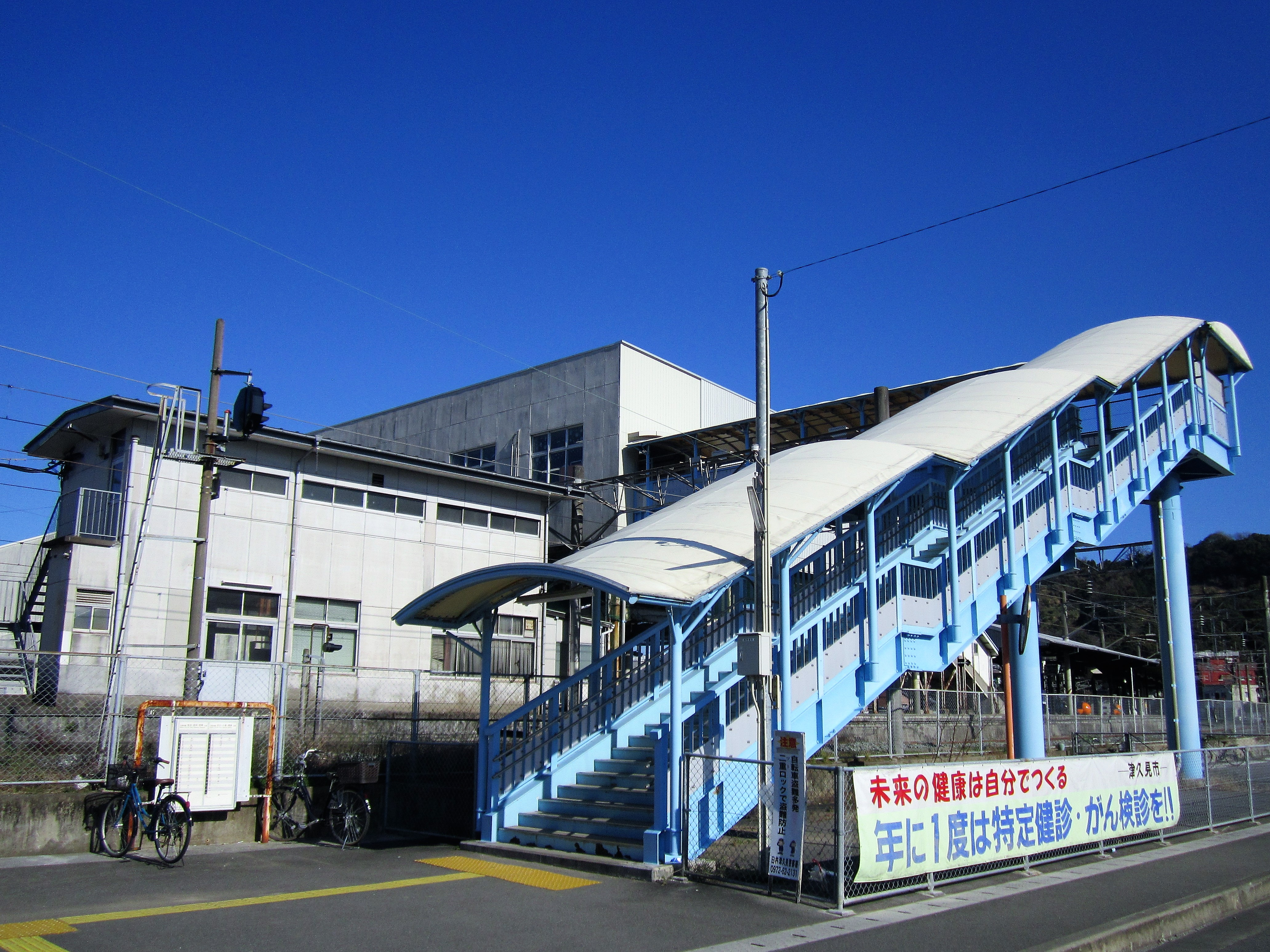
南口（2019年1月）

津久見駅（つくみえき）は、大分県津久見市中央町にある、九州旅客鉄道（JR九州）日豊本線の駅である。事務管コードは▲920539。
津久見市の代表駅で全列車が停車する。

## 歴史
- 1916年（大正5年）10月25日：鉄道院が開設[4]。
- 1949年（昭和24年）6月7日：昭和天皇の戦後巡幸があり、お召し列車が停車。駅前奉迎が行われた[7]。
- 1982年（昭和57年）11月15日：専用線発着車扱貨物以外の貨物取扱を廃止[4]。
- 1984年（昭和59年）
  - 2月1日：専用線発着車扱貨物の取扱を廃止し、旅客駅に移行[4]。
  - 3月14日：荷物扱い廃止[4]。
- 1987年（昭和62年）4月1日：国鉄分割民営化により九州旅客鉄道が継承[4]。
- 2009年（平成21年）10月24日：接近メロディとして『なごり雪』を使用開始（後述）[8]。
- 2017年（平成29年）
  - 9月17日：台風18号の影響で駅構内が冠水[9]。当日より休止。
  - 9月19日：臼杵駅 - 佐伯駅間で代行バス（各駅停車）を設定[10][11]。
  - 9月20日：特急停車駅のみ停車する代行バスを臼杵駅 - 延岡駅に設定し、当駅に停車開始[12][13]。
  - 9月25日：バス代行のうち、特急停車駅のみ停車する便の運行を終了[14]。
  - 12月18日：臼杵駅 - 佐伯駅間で運転再開（代行輸送は前日で終了）[15]。
- 2023年（令和5年）10月1日：JR九州サービスサポートによる業務委託駅から[16]九州旅客鉄道本体による直営駅へと変更される[17]。

## 駅構造

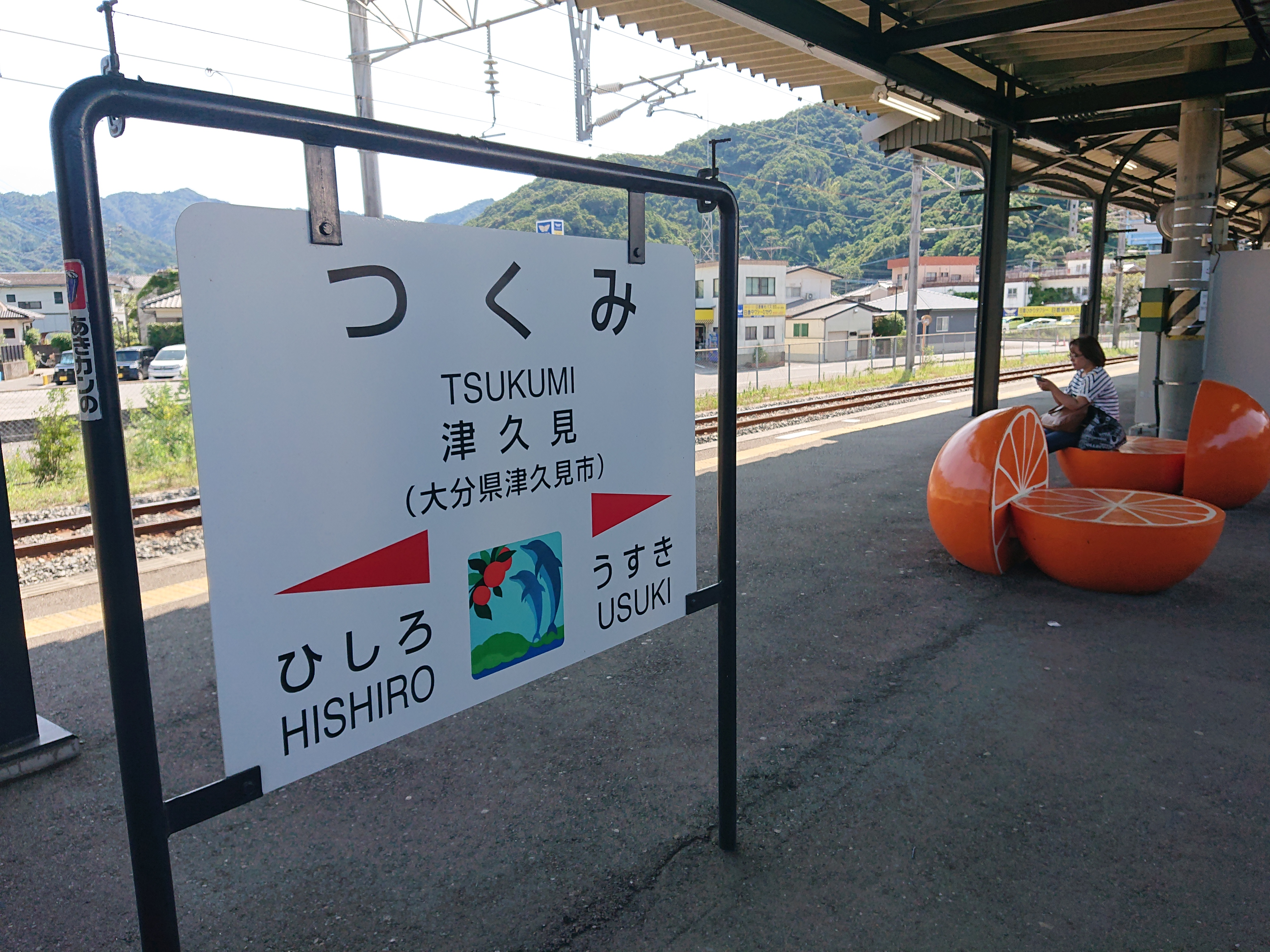
駅名標（2019年8月）

島式ホーム1面2線を有する地上駅で、橋上駅舎を有する。ホームは大きくカーブしている。
全長約260メートルのホームは、かつて寝台列車など長大編成の列車が停車した時代の名残である。2022年現在、普段使わない部分は柵が設置され立ち入りできないようになっている。
JR九州本体が駅業務を受託する直営駅で、みどりの窓口が設置されている。

### のりば
| のりば | 路線      | 方向 | 行先                 |
| ------ | --------- | ---- | -------------------- |
| 1      | ■日豊本線 | 下り | 佐伯・延岡・宮崎方面 |
| 2      | ■日豊本線 | 上り | 大分・小倉・博多方面 |

### 「なごり雪」

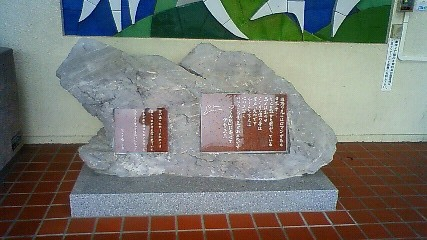
「なごり雪」記念碑

「なごり雪」は、津久見市出身の伊勢正三が当駅をモチーフに作詞･作曲した楽曲である。当駅では2009年10月24日から接近メロディとして「なごり雪」のメロディが使用されている。当初は特急発着時に流されていたが、2020年11月現在では、普通列車等の列車の入線前にも流されている。また、2010年3月には同駅に、歌詞の一部と伊勢が津久見駅に寄せた文とを刻んだ2枚の石板が並んだ記念碑が設置されている。

## 利用状況
- 2023年度の1日平均乗車人員は657人（前年比+41人）[3]である。

| 乗車人員推移 | 乗車人員推移 |
| 年度         | 1日平均人数  |
| ------------ | ------------ |
| 2000年       | 1,171        |
| 2001年       | 1,131        |
| 2002年       | 1,105        |
| 2003年       | 1,039        |
| 2004年       | 960          |
| 2005年       | 929          |
| 2006年       | 883          |
| 2007年       | 862          |
| 2008年       | 844          |
| 2009年       | 803          |
| 2010年       | 783          |
| 2011年       | 774          |
| 2012年       | 783          |
| 2013年       | 847          |
| 2014年       | 825          |
| 2015年       | 882          |
| 2016年       | 878          |
| 2017年       | 809          |
| 2018年       | 841          |
| 2019年       | 819          |
| 2020年       | 709          |
| 2021年       | 652          |
| 2022年       | 616          |
| 2023年       | 657          |

## 駅周辺

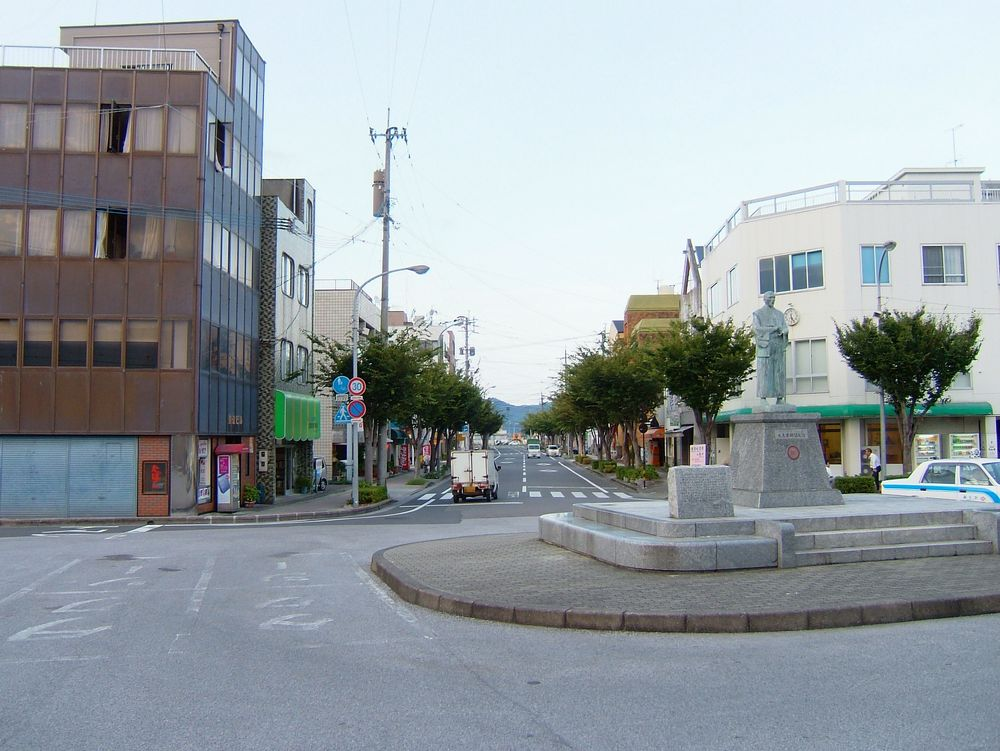
北口駅前風景（2006年8月）

- 津久見市役所
- 津久見郵便局
- 津久見市民図書館
- 大分県立津久見高等学校
- 国道217号
- 大分県道507号津久見停車場線
- 津久見港 保戸島 [28]地無垢島 [29] 航路発着場

## バス路線
臼津交通
臼杵（市浜）、総合運動公園、間元、赤崎、堅浦、楠屋、川内、西の内

## 隣の駅
九州旅客鉄道（JR九州）
■日豊本線
- 特急「ソニック」「にちりん」「にちりんシーガイア」停車駅

臼杵駅 - 津久見駅 - 日代駅